# Millwood (Virginia)
Millwood  è un'area non incorporata degli Stati Uniti d'America nello Stato della Virginia, situata nella contea di Clarke.